# Grudna Dolna
Grudna Dolna – wieś w Polsce położona w województwie podkarpackim, w powiecie dębickim, w gminie Brzostek.
| SIMC    | Nazwa    | Rodzaj    |
| ------- | -------- | --------- |
| 0814620 | Kopalnia | część wsi |

W latach 1954–1961 wieś należała i była siedzibą władz gromady Grudna Dolna, po jej zniesieniu w gromadzie Siedliska Bogusz. W latach 1975–1998 miejscowość administracyjnie należała do województwa tarnowskiego.
W Grudnej Dolnej w XIX i XX w. istniała kopalnia węgla brunatnego.
Eustachy Sanguszko urodził się w 1842 roku w Gumniskach pod Tarnowem. Jego matką była Izabella z książąt Lubomirskich. Rodzina Sanguszków Lubartowiczów pochodziła z Litwy. Eustachy Sanguszko, właściciel kopalni w Grudnej, wywodził się od Eustachego Sanguszki-seniora, który był wojownikiem napoleońskim. Eustachy Sanguszko-senior miał dwóch synów: Romana i Władysława. Obaj byli powstańcami z 1831 roku i otrzymali order Virtuti Militari. Władysław miał trzech synów: Romana, Pawła i Eustachego. Roman został zamordowany w 1917 roku w rodzinnym majątku w Sławucie, Paweł zmarł w Nicei w 1868 roku. Eustachy Sanguszko-junior budował kopalnię węgla w Grudnej. W dalszym ciągu tego tekstu pisząc o Eustachym Sanguszko będziemy mieli na myśli tego z Grudnej. Obok rodziców, duży wpływ na wychowanie młodego Eustachego miała pamięć imiennika – dziadka, żołnierza Kościuszki i przyjaciela księcia Józefa Poniatowskiego. Przyszły właściciel kopalni w Grudnej szkołę średnią skończył w Krakowie i tam rozpoczął studia na Wydziale Prawa Uniwersytetu Jagiellońskiego. W 1863 roku młody książę wyjechał do Sławuty, aby zastąpić chorego brata w zarządzaniu majątkiem rodzinnym. Według woli ojca, Eustachy miał objąć majątki Osiek i Podhorce. Dobra Tarnowskie (Gumniska) nie były planowane dla najmłodszego z synów Władysława. Dopiero po śmierci brata i ojca, książę Eustachy objął majątek w Gumniskach.
W 1873 roku książę został wybrany posłem do Sejmu i Rady Państwa. Posłem był do końca życia. Stanowisko Marszałka Sejmu objął w 1890 roku i dzierżył je przez pięć kolejnych lat. W 1895 roku przyjął urząd namiestnika Galicji i sprawował go do kwietnia 1898 roku. Od Cesarza otrzymał order Złotego Runa, a wcześniej wielką wstęgę orderu Leopolda. Jako poseł do Sejmu był orędownikiem budowy nowych szkół rolniczych. Domagał się poprawy bytu nauczycieli szkół ludowych, budowy ośrodków służby zdrowia i szpitali prowincjonalnych.
E. Sanguszko ożenił się bardzo późno z Konstancją Zamojską, córką Stanisława Zamojskiego i Róży Potockich z Podzamcza. Ich syn Roman urodził się latem 1901 roku. Książę Eustachy zmarł 4 kwietnia 1903 roku w Gries w Tyrolu. Został pochowany w Gumniskach pod Tarnowem. Był potomkiem sławnego rodu, skromnym i odpowiedzialnym człowiekiem, przykładnym katolikiem. Był właścicielem kopalni w Grudnej Dolnej i jej największym inwestorem. Prawdziwy rozwój kopalnia odnotowała za jego czasów. Miejscowa ludność przez długie lata wspominała dobre czasy Sanguszki. W dniu 20 listopada 1874 r. E. Sanguszko uzyskał zezwolenie na eksploatację węgla na obszarze około 108 hektarów, 24 miar górniczych. W obszarze tym wyodrębniono trzy pola górnicze: Eustachy I, Karolina oraz Eustachy II. Widać, że zamiary E. Sanguszki dotyczące rozbudowy kopalni były ogromne. Otrzymał zezwolenie eksploatacji węgla na obszarach, gdzie nigdy później węgla nie stwierdzono. Pole Eustachy I sięga na południu aż do granicy wsi Smarżowa, a na zachodzie po Głobikówkę, daleko poza Czarny Potok. Pole Eustachy II wkracza na teren Grudnej Górnej. Nowy właściciel – znana osobistość, świeże środki finansowe i nowe nadzieje. Inwestor liczył na rozwój przedsiębiorstwa i szybkie zyski. Miejscowa ludność potrzebowała pracy, uniezależnienia się od dworu i poprawy warunków bytu. Pańszczyzna już nie istniała, ale zarobek na „pańskim” był opłakany. Chłopi wiedzieli, że dwór będzie sprzedawał pola i lasy. Jednak ewentualny zakup był uzależniony od pracy w kopalni.
Książę E. Sanguszko wydawał znaczne kwoty na rozwój swojej działalności przemysłowej. Angażował ludzi do pracy. Kierownikiem kopalni został Jaworski. Chętnych do pracy było wielu, nie tylko z Grudnej, ale również ze Srnarżowej, Głobikówki, Głobikowej, a nawet z odległej Braciejowej. Niektórzy mieli już pewne doświadczenie w urobku węgla, obudowie i transporcie. Ci, całkiem nowi swobodnie władali sierpem i cepami, ale kilof dziwnie im się „odbijał” od ściany węgla. Praca w kopalni była ciężka, a chłopo-górnik niedożywiony i przemęczony. Część rezygnowała więc z pracy, innym Jaworski podziękował za wysiłek. Zostawali najsilniejsi, najzdrowsi i uparci. Z czasem przyzwyczaili się, polubili kopalnię węgla. Ich synowie też będą górnikami w Grudnej. W wyniku tych niesprzyjających okoliczności w 1901 roku kopalnia przestała istnieć, przerwano eksploatację węgla. Pozostał surowiec, szyby, chodniki, sztolnie i budynki na powierzchni. W dwa lata później umarł Eustachy Sanguszko, który przez 30 lat był właścicielem kopalni w Grudnej Dolnej. Początek XX wieku oznaczał koniec najlepszej ery grudzkiego górnictwa. Wyjechali fachowcy, miejscowi górnicy wrócili do swojej pracy w gospodarstwach rolnych, w dworach lub przy wyrębie lasu. Rodzina Sanguszków z Tarnowa zostawiła jedynie stróża swoich dóbr w Grudnej.